# Misioneras del Sagrado Corazón

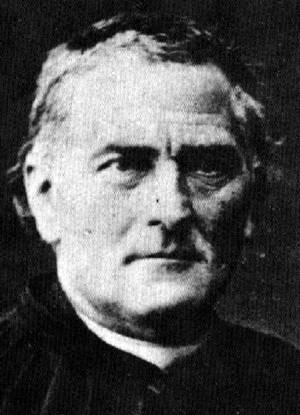
Julio Chevalier

La Congregación de las Misioneras del Sagrado Corazón de Jesús (MSC) es un Instituto femenino de vida religiosa consagrada de la Iglesia católica, fundado por el sacerdote Hubert Linckens, de la congregación de los Misioneros del Sagrado Corazón, el 25 de marzo de 1900, en Hiltrup, Alemania, con el objetivo de atender, en primera instancia, las necesidades espirituales de Papúa Nueva Guinea
Esta fundación fue realizada, según el testimonio de Linckens, siguiendo el carisma misionero del fundador de la congregación a la que pertenecía, Padre Julio Chevalier.
Actualmente está presente en 17 países, desarrollando labores vinculadas, principalmente, a la educación primaria y a la pastoral de salud. 